# Hardenburgh
Hardenburgh – miasto w Stanach Zjednoczonych, w stanie Nowy Jork, w hrabstwie Ulster.